# Hemiboea purpurea
Hemiboea purpurea är en tvåhjärtbladig växtart som beskrevs av Yan Liu och W.B. Xu. Hemiboea purpurea ingår i släktet Hemiboea och familjen Gesneriaceae. Inga underarter finns listade i Catalogue of Life.